# Đảo chính Mali 2021
Đảo chính Mali 2021 bắt đầu vào đêm ngày 24 tháng 5 năm 2021 khi Quân đội Mali bắt giữ Tổng thống Bah N'daw, Thủ tướng Moctar Ouane và Bộ trưởng Quốc phòng Souleymane Doucouré. Assimi Goïta,người đứng đầu quân đội lãnh đạo cuộc đảo chính Malian năm 2020, đã thông báo rằng N'daw và Ouane đã bị tước bỏ quyền lực và cuộc bầu cử mới sẽ được tổ chức vào năm 2022. Đây là cuộc đảo chỉnh thứ 3 tại quốc gia này trong mười năm, sau cuộc tiếp quản quân sự 2012 và 2020.

## Bối cảnh
Chín tháng trước cuộc đảo chính, vào tháng 8 năm 2020, Tổng thống Ibrahim Boubacar Keïta bị một liên minh quân sự cách chức. Điều này kéo theo nhiều tháng bất ổn ở Mali sau những bất thường trong cuộc bầu cử quốc hội tháng 3 và tháng 4 và việc bắt giữ thủ lĩnh phe đối lập Soumaila Cissé. Vào ngày 18 tháng 8 năm 2020, các thành viên của quân đội do đại tá Assimi Goïta và thiếu tá Ismaël Wagué chỉ huy ở Kati, Vùng Koulikoro bắt đầu một cuộc binh biến. Tổng thống Keïta và Thủ tướng Boubou Cissé bị bắt, và ngay sau nửa đêm Keïta tuyên bố từ chức, nói rằng ông không muốn thấy bất kỳ cảnh đổ máu nào.